# José Manuel Guzmán
José Manuel Guzmán fue un político peruano. 
Fue elegido diputado suplente por la entonces provincia cusqueña de Cotabambas entre 1872 y 1876 durante el gobierno de Manuel Pardo. En función de la creación del departamento de Apurímac en 1873, desde 1874 fue considerado diputado por el departamento de Apurímac.